# Aldair Neves
Aldair Neves Paulo Faustino (Torres Vedras, 11 de octubre de 1999) es un futbolista portugués que juega como lateral derecho en la SD Ponferradina de la Segunda División de España.

## Trayectoria
Producto de la cantera de la SC União Torreense, en 2019 firma por la plantilla reserva de la Académica de Coimbra y al año siguiente por la AD Sanjoanense, jugando en la tercera categoría nacional del país. Gracias a su buen rendimiento en el club, el 14 de julio de 2022 se oficializa su incorporación a la SD Ponferradina de la Segunda División de España.

## Clubes
Actualizado al último partido disputado el 5 de noviembre de 2022.
| Club                     | País     | Año       | Partidos | Goles |
| ------------------------ | -------- | --------- | -------- | ----- |
| SC União Torreense       | Portugal | 2018-2019 | 10       | 0     |
| Académica de Coimbra J23 | Portugal | 2019-2020 | 22       | 0     |
| AD Sanjoanense           | Portugal | 2020-2022 | 48       | 1     |
| SD Ponferradina          | España   | 2022-act. | 9        | 0     |